# Röda kejsarinnan
Röda kejsarinnan (engelska: The Scarlet Empress) är en amerikansk historisk dramafilm från 1934 i regi av Josef von Sternberg. Filmen handlar om Katarina den storas liv och är löst baserad på hennes dagbok. I huvudrollen ses Marlene Dietrich, i övriga roller märks John Davis Lodge, Sam Jaffe, Louise Dresser och C. Aubrey Smith. Dietrichs dotter Maria Riva spelar Katarina som barn.

## Rollista i urval
- Marlene Dietrich – prinsessan Sophie Friederike Auguste von Anhalt-Zerbst-Dornburg, senare kejsarinnan Katarina II
- John Davis Lodge – greve Alexey Razumovsky
- Sam Jaffe – hertig Peter, senare kejsare Peter III
- Louise Dresser – kejsarinnan Elizaveta Petrovna
- C. Aubrey Smith – Kristian August, prins av Anhalt-Zerbst, prinsessan Sophies far
- Gavin Gordon – kapten Grigory Grigoryevich Orlov
- Olive Tell – Johanna Elisabet av Holstein-Gottorp, prinsessan Sophies mor
- Ruthelma Stevens – Elizaveta Vorontsova, Peter III:s älskarinna
- Erville Alderson – kansler Aleksej Bestuzjev-Rjumin
- Philip Sleeman – Jean Armand de Lestocq
- Marie Wells – Marie Tshoglokof
- Hans Heinrich von Twardowski – Ivan Sjuvalov
- Gerald Fielding – löjtnant Dimitri
- Maria Riva – Sophie som barn